# Loro
Loro is een Frans-Italiaanse film uit 2018, geregisseerd door Paolo Sorrentino. De film is in 2 delen uitgekomen, getiteld Loro 1 en Loro 2.
De film heeft in 2018 vier Nastro d'Argento-prijzen gekregen, waaronder die voor beste actrice en beste scenario. 
Op 28 mei 2018 was de opbrengst van Loro 1 in Italië ca. 4 miljoen euro en van Loro 2 ca. 2,3 miljoen euro. Op 7 juni hadden de twee films samen ca. 6,5 miljoen euro opgebracht. 
De film gaat over de intriges van politici en zakenmensen rondom Silvio Berlusconi in de periode 2006 - 2009.

## Rolverdeling
- Toni Servillo als Silvio Berlusconi en Ennio Doris
- Elena Sofia Ricci als Veronica Lario
- Riccardo Scamarcio als Sergio Morra
- Kasia Smutniak als Kira
- Euridice Axen als Tamara
- Fabrizio Bentivoglio als Santino Recchia
- Roberto De Francesco als Fabrizio Sala
- Dario Cantarelli als Paolo Spagnolo
- Anna Bonaiuto als Cupa Caiafa
- Roberto Herlitzka als Crepuscolo
- Ricky Memphis als Riccardo Palsta
- Yann Gael als Michel Martinez
- Alice Pagani als Stella
- Giovanni Esposito als Mariano Apicella
- Ugo Pagliai als Mike Bongiorno
- Max Tortora als Martino
- Fabio Concato als zichzelf